# Marie Comparé

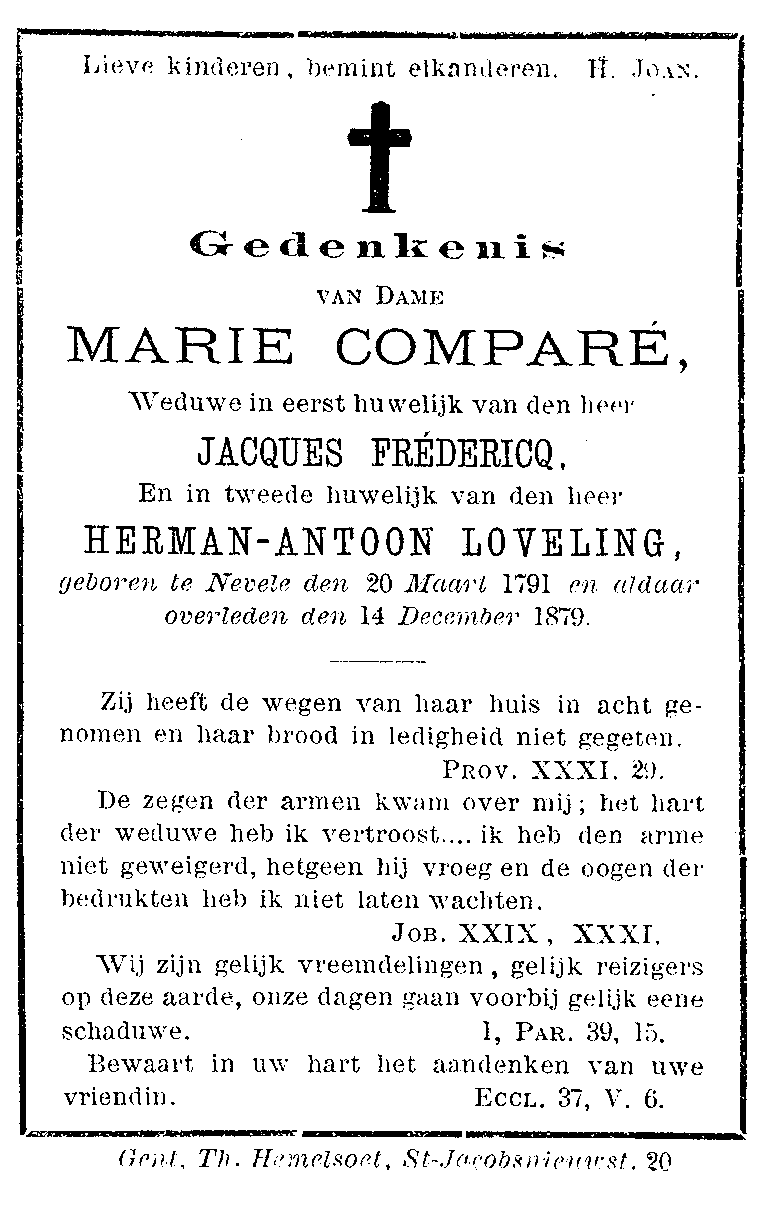
Bidprentje van Marie Comparé

Marie Comparé (Nevele, 20 maart 1791 – aldaar, 14 december 1879) was de stammoeder – uit twee huwelijken – van verschillende personen in België die naam maakten op het cultureel, wetenschappelijk en politiek vlak in Vlaanderen.
Comparé was de dochter van Emanuel Joannes Comparé (1750-1836) en Maria Rosa van Wontergem (1762-1843).
In Nevele, een deelgemeente van Deinze, is een straat naar Comparé genoemd.

## Nageslacht
- Eerste huwelijk (1813) met Jacques Fredericq (1778-1824), gemeentesecretaris van Nevele
  - Louis August Fredericq (1815-1853), geneesheer te Menen en Kortrijk, gehuwd met Flore Mac Leod (1807-1886)
    - Albert Fredericq (1847-1911), advocaat en provincieraadslid

  - Cesar Fredericq (1817-1887), arts en gemeenteraadslid in Gent, gehuwd met Mathilde Huet (1827-1865)
    - Paul Fredericq (1850-1920), hoogleraar en voorzitter Willemsfonds in Gent
    - Baron Léon Fredericq (1851-1935), hoogleraar fysiologie in Luik
    - Simon Fredericq (1857-1934), geneesheer, gehuwd met Louise Beaucarne (1868-1926)
      - Louis Fredericq (1892-1981), gouverneur van Oost-Vlaanderen en kabinetschef van Leopold III van België

  - Sophie Fredericq (1819-1895), gehuwd met Aimé Mac Leod (1804-1893)
    - Julius Mac Leod (1857-1919), botanicus en hoogleraar te Gent
- Tweede huwelijk (1831) met Herman Anton Loveling (1806-1846)
  - Pauline Loveling (1832-1909), gehuwd met Louis Buysse (1830-1901)
    - Cyriel Buysse (1859-1932), Vlaams naturalistisch schrijver
    - Arthur Buysse (1864-1926), parlementair
    - Alice Buysse (1868-1963), gemeenteraadslid te Gent

  - Rosalie Loveling (1834-1875), Vlaams schrijfster
  - Virginie Loveling (1836-1923), Vlaams schrijfster